# 斯普林格羅夫鎮區 (愛荷華州林縣)
斯普林格羅夫鎮區（英語：Spring Grove Township）是位於美國愛荷華州林縣的一個行政鎮區。

## 地方資料
根據2010年美國人口普查的數據，斯普林格羅夫鎮區的面積為93.49平方千米，當中陸地面積為92.00平方千米，而水域面積為1.49平方千米。當地共有人口2423人，而人口密度為每平方千米25.92人。